# Rhieng Blang
Rhieng Blang is een bestuurslaag in het regentschap Pidie Jaya van de provincie Atjeh, Indonesië. Rhieng Blang telt 686 inwoners (volkstelling 2010).